# 阿约
阿约（法語：Ailleux，法語發音：[ajø]）是法国卢瓦尔省的一个市镇，位于该省西部，属于蒙布里松区。

## 地理
阿约（45°48'13"N, 3°56'33"E）面积9.31 平方千米，位于法国奥弗涅-罗讷-阿尔卑斯大区卢瓦尔省，该省份为法国中南部省份，北起顺时针与索恩-卢瓦尔省、罗讷省、伊泽尔省、阿尔代什省、上盧瓦爾省、多姆山省和阿列省接壤。
与阿约接壤的市镇（或旧市镇、城区）包括：瑟宰、圣马丹拉索沃泰、圣西克斯特、昂宗河畔韦特尔。
阿约的时区为UTC+01:00、UTC+02:00（夏令时）。

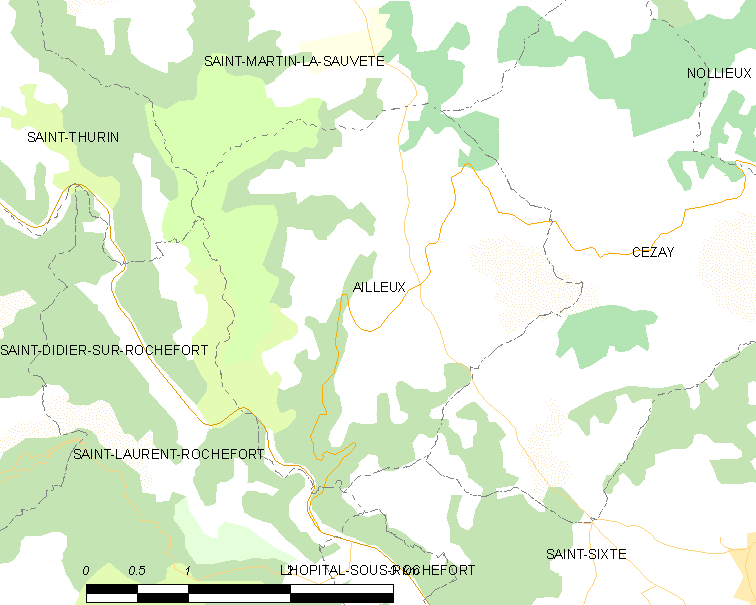
阿约的OSM定位图

## 行政
阿约的邮政编码为42130，INSEE市镇编码为42002。

## 政治
阿约所属的省级选区为利尼翁河畔博安县。

## 交通
卢瓦尔省省道D20线和D21线在市中心交汇。

## 人口

1962-2008年间阿约人口变化图示

阿约于2022年1月1日时的人口数量为179人。